# Gymnasium Olching
Das Gymnasium Olching in Trägerschaft des Landkreises Fürstenfeldbruck ist ein naturwissenschaftlich-technologisches, sprachliches und wirtschafts- und sozialwissenschaftliches Gymnasium in der Stadt Olching. Es ist mit 1000 Schülern das einzige Gymnasium der Stadt, das im westlichen Umland von München liegt. Seit September 2009 ist das Gymnasium eine Seminarschule, an der Referendare in Studienseminaren ausgebildet werden.

## Geschichte
Wegen der raschen Bevölkerungszunahme in den östlichen Gemeinden des Landkreises Fürstenfeldbruck wurde Ende der 1960er Jahre ein weiteres Gymnasium nötig. Deshalb gründete sich Ende 1968 der „Förderverein Gymnasium Olching“. Ein Zweckverband der Gemeinden Esting, Geiselbullach, Gröbenzell und Olching kam hinzu. Unter dem ersten Vorsitzenden, dem Bürgermeister von Olching Franz Haidacher, wurde am 23. April 1970 im Schwaigfeld das 30.000 m² große Schulgrundstück gekauft. Ab September 1971 begann der Gründungsdirektor Karl Stegherr, mit dem Aufbau des Gymnasiums in freien Schulräumen der alten Mädchenschule, in denen die ersten Klassen untergebracht wurden. Im Schuljahr 72/73 gab es schon 369 Schülerinnen und Schüler. Erst nach den Osterferien des Jahres 1974 konnte der Neubau im Schwaigfeld bezogen werden und am 29. Juni 1974 erfolgte die Einweihung des Olchinger Gymnasiums.
Da die geplante Kapazität von 1000 Schülern bald überschritten war, erfolgte 1977/78 eine Erweiterung um 10 Räume und einige Nebenräume.
Am 27. Juni 1980 konnten die ersten Abiturienten ihre Abschlusszeugnisse entgegennehmen. In diesem Schuljahr war eine Schülerzahl von 1532 erreicht worden. Ab Herbst 1981 erfolgte dann eine erhebliche Entlastung, weil in Gröbenzell das „Progymnasium“ begann, das dann zu einem Gymnasium ausgebaut wurde.
In den fast 40 Jahren seiner Existenz ist das Gymnasium Olching zur wichtigsten Bildungseinrichtung der Stadt Olching geworden.
Das Gymnasium nimmt am Modellversuch MODUS F teil.
Eine Gruppe von Lehrern des Gymnasiums wurde im Jahr 2011 mit dem Deutschen Lehrerpreis für ihr Projekt Wochenplanarbeit in der 5. Jahrgangsstufe prämiert.
Im November 2015 erhielten 12 Lehrer aus dem naturwissenschaftlichen Bereich den Deutschen Lehrerpreis für das Projekt The Brain of Olching, bei dem Schüler in einer Show, angelehnt an die Casting-Show The Voice of Germany, mit selbstentwickelten naturwissenschaftlichen Projekten gegeneinander antreten. Dabei werden sie von einer Jury, bestehend aus sechs Lehrern, bewertet.
Seit dem Schuljahr 2016/2017 ist René Horak der Leiter des Gymnasiums.
Am 29. März 2023 erfolgte der Spatenstich für die Generalsanierung des Schulgebäudes. Während der Bauphase in den Schuljahren 2023/24 und 2024/25 wird der komplette Schulbetrieb in ein Containerbau auf dem Sportplatz ausgelagert. Die Kosten hierfür werden auf 60,4 Mio. € kalkuliert.

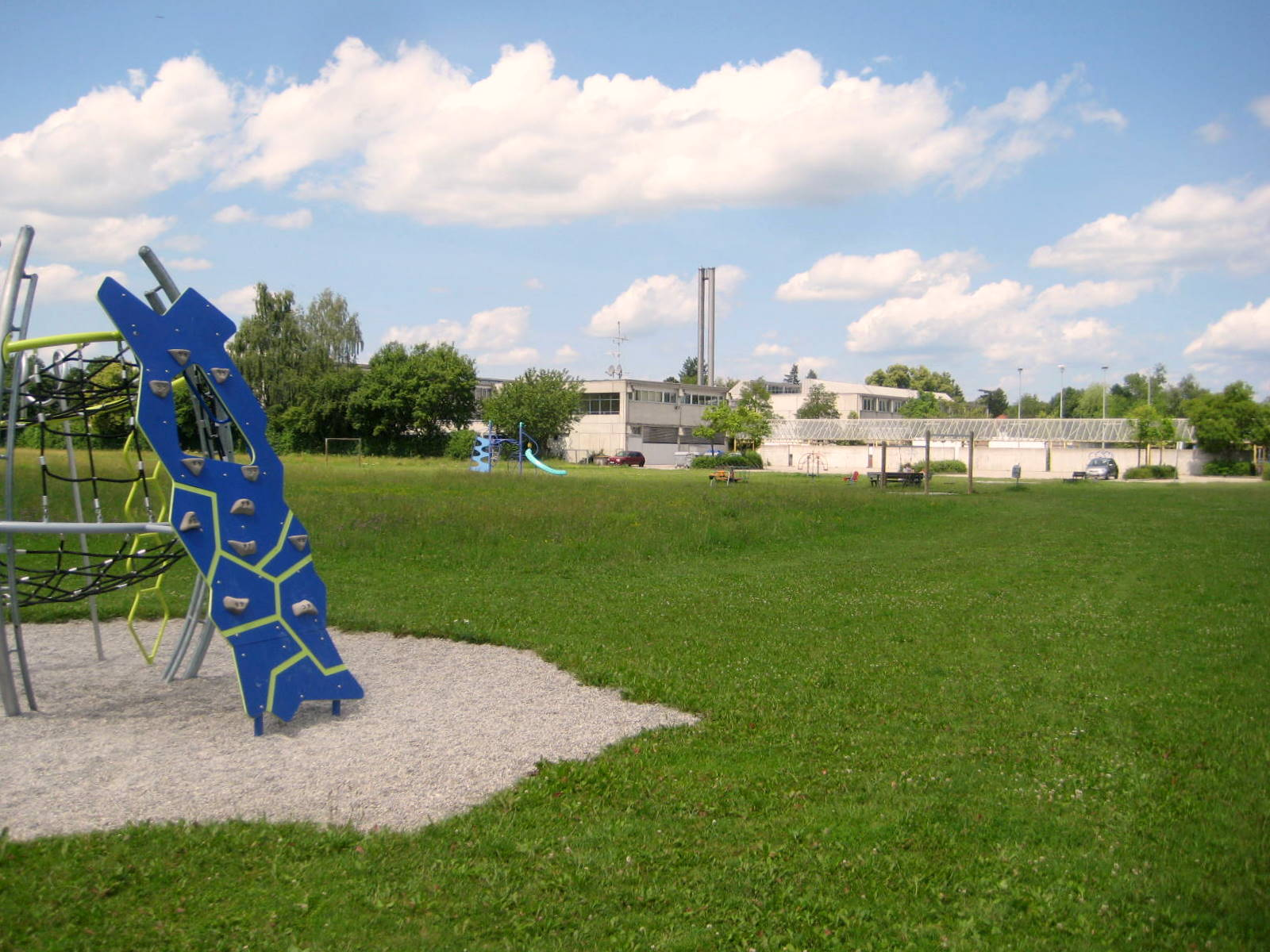
Gymnasium Olching, Blick vom Grünanger auf die Schule vor Baubeginn der Mittelschule im Jahr 2012

## Ausbildung
Ausbildungsrichtungen:
- Naturwissenschaftlich-technologisches Gymnasium (NTG)
- Sprachliches Gymnasium (SG)
- Wirtschafts- und sozialwissenschaftliches Gymnasium (WSG-W)[10]

Seit Februar 2009 besteht am Gymnasium Olching ein Studienseminar für die Fächer Deutsch, Englisch, Französisch, Geschichte und Sozialkunde. Zudem werden Referendare eines Spanisch-Seminars am Gymnasium Gröbenzell hier in ihrem Zweitfach ausgebildet.

## Schulvereine
Am Gymnasium Olching gibt es zwei Vereine: Den Verein „Freunde des Gymnasiums Olching“ (FGO), der aus dem Förderverein zur Errichtung des Gymnasiums Olching hervorgegangen ist und den Verein „Ganztagesbetreuung am Gymnasium Olching“ (GGO), der 2003 als Träger der Ganztagesbetreuung gegründet wurde. Beide Vereine arbeiten eng zusammen, verfolgen jedoch unterschiedliche Ziele:
Der Verein „Ganztagsbetreuung am Gymnasium Olching“ wurde am 22. Oktober 2003 mit dem Ziel gegründet, am Gymnasium Olching eine Nachmittagsbetreuung für Schüler der Jahrgangsstufen 5 bis 10 einzurichten.

## Gebäude

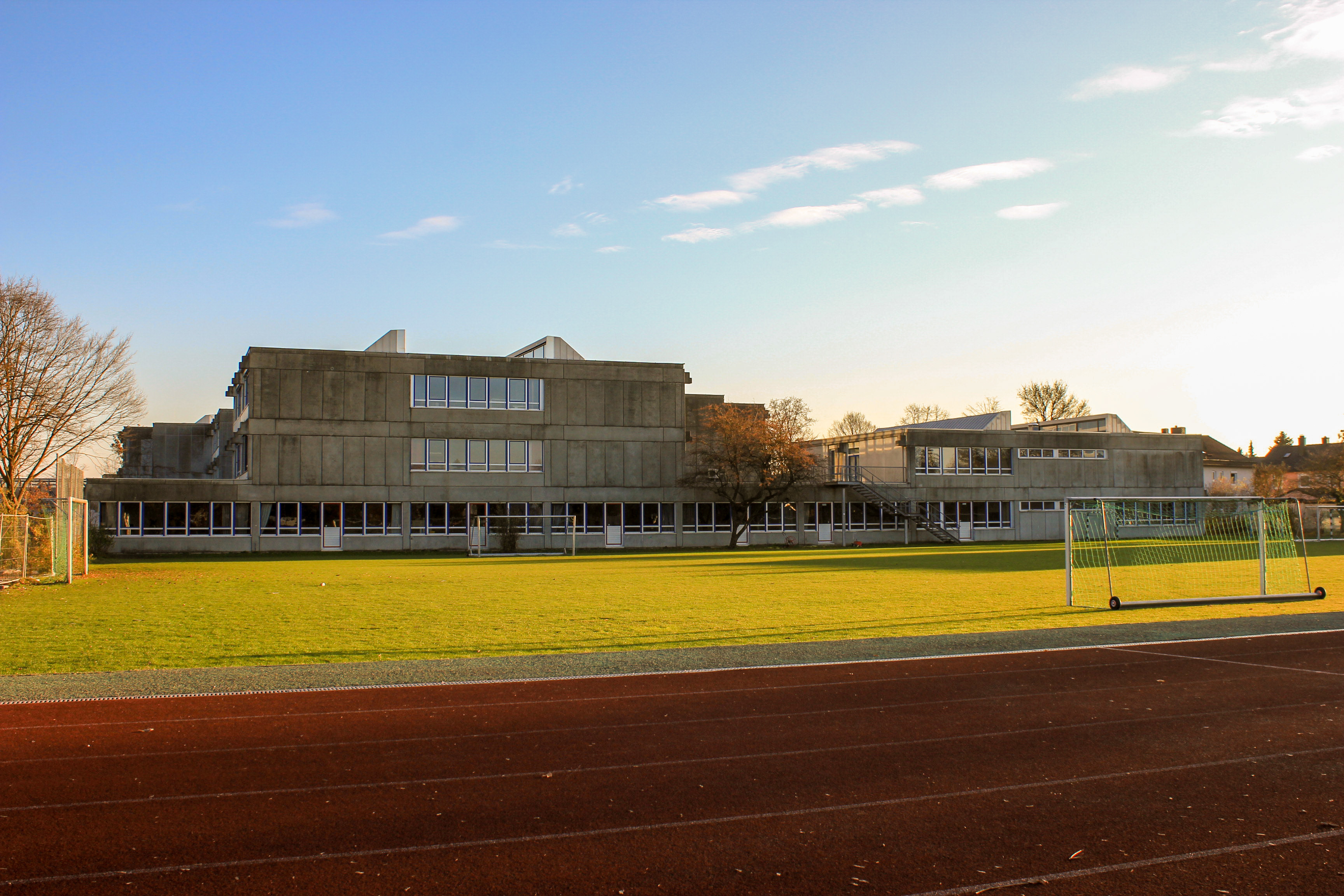
Westansicht des Gymnasiums mit dem Sportplatz im Vordergrund.

- Hauptgebäude mit naturwissenschaftlichem, künstlerischem, musischem Trakt und Oberstufenbau
- Turnhalle
- Container (von September 2015 bis Februar 2017 in Benutzung als Erstaufnahmelager für minderjährige Flüchtlinge[14]; seit März 2017 in Benutzung als Unterrichtsräume für Berufsschule für Flüchtlinge)

## Liste der Schulleiter
- Karl Stegherr (1973–1985)
- Werner Metz (1985–1991)
- Josef M. Daum (1991–2001)
- Ralf Kaulfuß (Februar 2002–2010)
- Thomas Schranner (kommissarisch) (2010–2011)
- Beate Sitek (2011–2016)
- René Horak (2016–2024)
- Sabine Ratberger (seit 2024)[15]